# Gabriel Vetter

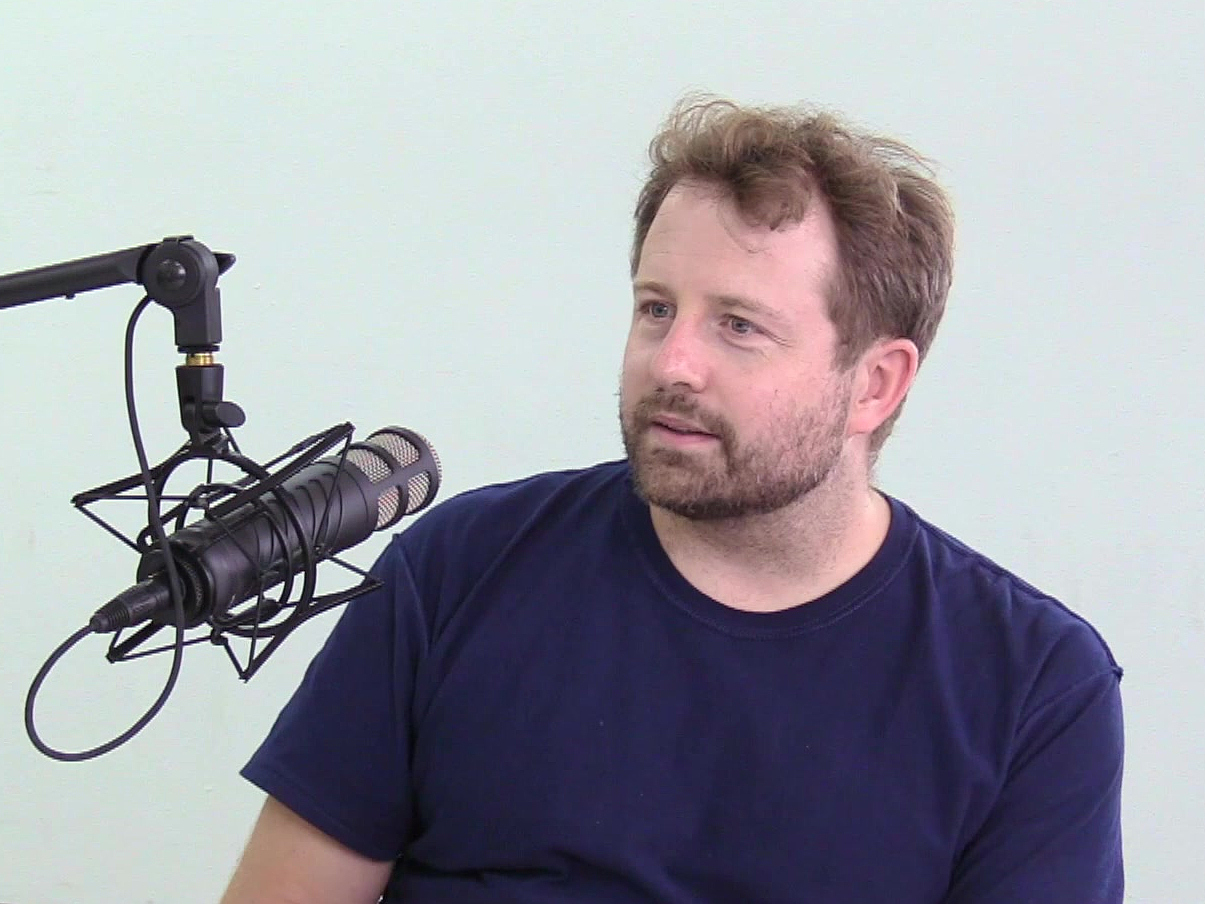
Gabriel Vetter (2020)

Gabriel Vetter (* 1983 in Schaffhausen) ist ein Schweizer Schriftsteller und Kabarettist.

## Leben
Gabriel Vetter ist in Beggingen im Kanton Schaffhausen aufgewachsen, seine Mutter Elisabeth Vetter (1945–2015) war Journalistin. 2003 hatte er seinen ersten Auftritt an einem Poetry Slam in Schaffhausen, den er auf Anhieb gewann. Im Herbst 2004 setzte er sich beim grössten Poetry Slam Europas, dem German International Poetry Slam in Stuttgart, gegen 100 andere Autoren im Einzelwettbewerb durch und wurde zum «Slammer des Jahres» 2004 im deutschsprachigen Raum gekürt. 2006 gewann er den «Salzburger Stier» und war bis zur Preisverleihung 2017 an Hazel Brugger der jüngste Träger dieses renommierten Kabarett-Preises.
Ende 2005 erschien Vetters Debüt-CD Tourette de Suisse, 2009 die Solo-CD Menschsein ist heilbar. 2013 erschien die neue Solo-CD Vive la Résidence! beim Verlag «Der Gesunde Menschenversand». Er ist zudem Mitglied der Slampoetry-Formation «SMAAT».
Vetter lebte als Autor in Winterthur und in Basel. In der Spielzeit 2012/2013 war er Hausautor am Theater Basel. 2014 produzierte und schrieb Vetter die Web-Serie «Güsel» für das Schweizer Fernsehen SRF, in der er neben Olifr M. Guz auch selbst eine Hauptrolle als «Abfalldetektiv» übernahm. Seit 2012 ist Gabriel Vetter regelmässig als Satiriker mit Vetters Töne beim Schweizer Radio SRF 1 zu hören.
Von 2015 bis 2017 lebte er mit seiner Familie in Norwegen, darauffolgend wieder in der Schweiz.
2023 begann Vetter, zusammen mit den Co-Hosts Fabienne Hadorn und Sven Ivanic, «Die Sendung des Monats» auf SRF 1 und Play SRF zu moderieren.

## Werke
- Tourette de Suisse (Audio-CD, Sprechstation-Verlag, 2005)
- Back for Food (Audio-CD zusammen mit der Poetry Boygroup SMAAT, Sprechstation-Verlag, 2006)
- Menschsein ist heilbar (Audio-CD, Sprechstation-Verlag, 2009)